# The Best of The Moody Blues
The Best of The Moody Blues è una raccolta di brani dei The Moody Blues del 1996.

## Tracce
1. "Go Now" (Larry Banks & Milton Bennett) — 3:11
2. "Tuesday Afternoon (Forever Afternoon)" — 4:09
3. "Nights in White Satin" — 4:25
4. "Ride My See-Saw" (John Lodge) — 3:42
5. "Voices in the Sky" — 3:29
6. "Question" — 5:44
7. "The Story in Your Eyes" — 3:05
8. "Isn't Life Strange" (Lodge) — 6:05
9. "I'm Just a Singer (In a Rock and Roll Band)" (Lodge) — 4:16
10. "Blue Guitar" — Justin Hayward & John Lodge with 10cc — 3:37
11. "Steppin' in a Slide Zone" (Lodge) — 5:28
12. "Forever Autumn" (Jeff Wayne/Paul Vigrass/Gary Osborne) — Justin Hayward — 4:31
13. "The Voice" — 5:14
14. "Gemini Dream" (Hayward, Lodge) — 4:05
15. "Blue World" — 5:11
16. "Your Wildest Dreams" — 4:50
17. "I Know You're Out There Somewhere" — 6:37

## Formazione
- Denny Laine: Chitarra/Voce
- Clint Warwick: Basso
- Justin Hayward: Chitarra/Voce
- John Lodge: Basso/Voce
- Michael Pinder: Tastiera/Voce
- Patrick Moraz: Tastiera
- Ray Thomas: Flauto/Voce
- Graeme Edge: Batteria